# Fanny Burney

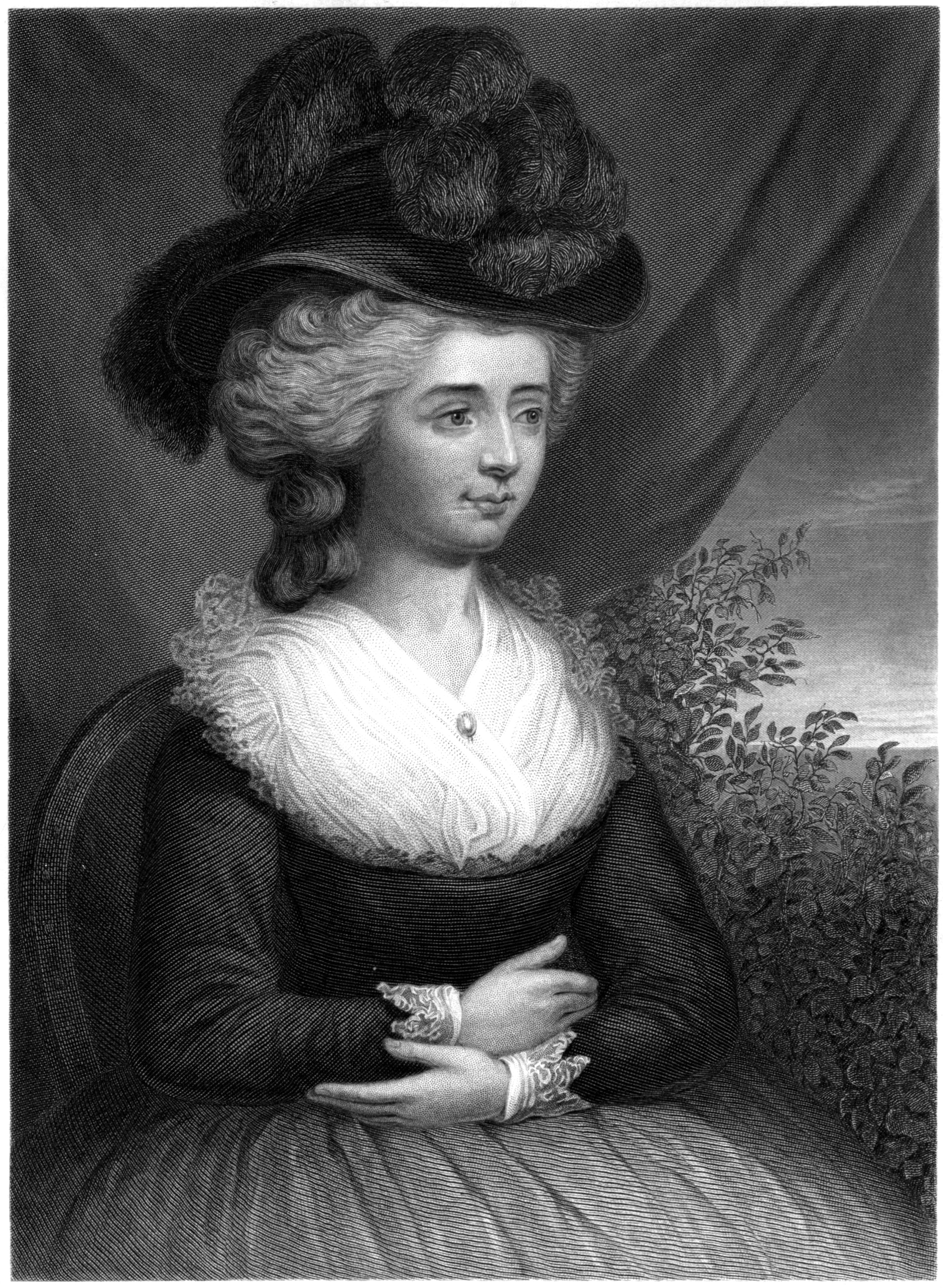
Fanny Burney.

Fanny Burney (egentligen Frances Burney, gift Madame d'Arblay), född 13 juni 1752 i King's Lynn, Norfolk, England, död 6 januari 1840 i London, var en brittisk författare och dagboksförare.
Hon var dotter till musikern Charles Burney (1726–1814) och Esther Burney. 
Hon höll ett öga på societeten och noterade olika händelser, vilket hon använde i sin brevroman Evelina, som hon utgav anonymt 1778. Romanen orsakade stor uppmärksamhet och fick stort beröm av personer som Samuel Johnson och sir Joshua Reynolds. Den skildrar en ung oskyldig flicka från landet och hennes chockartade möte med det lössläppta och hänsynslösa livet i London.
Burney kom sedan att ingå i kretsen kring Johnson och erhöll en plats vid hovet av Georg III av Storbritanniens gemål, drottning Charlotte av Mecklenburg-Strelitz. Hon skrev ytterligare tre romaner, Cecilia (1782) (verket utgavs även på svenska 1795–1797), Camilla (1796) och The Wanderer (1814). Hon är också berömd för sina dagböcker, The diary of Fanny Burney (urval 1940), The journals and letters of Fanny Burney (1972–1984) och The early journals and letters of Fanny Burney (1988–2003). Där skildrar hon bl.a. de fem olyckliga åren vid hovet. Till slut blev hon sjuk och fick återvända hem. 1793 gifte hon sig med den franske politiske flyktingen general d'Arblay och fick med honom en son, Alexandre (född 1794).
År 1802 begav hon sig med make och son till Frankrike, där maken hoppades på en karriär inom militären. De stannade i Frankrike i tio år; under vistelsen där drabbades Burney av bröstcancer och genomgick en mastektomi utan bedövning. Hon avled 1840, 87 år gammal.